# UEFA Youth League 2024/25
Die UEFA Youth League 2024/25 war die elfte Spielzeit des wichtigsten europäischen Wettbewerbs für U19-Vereinsmannschaften im Fußball und die erste nach der Reformierung des Spielmodus. Angelehnt an die UEFA Champions League traten in diesem Wettbewerb einerseits die A-Jugend-Mannschaften der Vereine, die in der gleichen Saison für die Ligaphase der Champions League qualifiziert waren, andererseits 52 A-Junioren-Meister gegeneinander an.
Der Wettbewerb wurde am 17. September 2024 eröffnet und endete mit der Austragung des Endspiels am 28. April 2025.
Das Turnier gewann der FC Barcelona, der durch seinen dritten Titel auch gleichzeitig zum Rekordsieger wurde.

## Modus
Die 36 Jugendmannschaften der Teilnehmer an der Champions-League-Ligaphase spielten zunächst im Champions-League-Weg gegeneinander. Die restlichen 52 Mannschaften (die Landesmeister der UEFA-Verbände bzw. die Vizemeister, falls der Meister schon über den Champions-League-Weg für das Turnier qualifiziert war) standen sich zunächst im Meisterweg gegenüber. Beide Wege wurden im Vergleich zum bisherigen Format erweitert. Zusammengeführt wurden die beiden Wege während der K.-o.-Runde, die am 11./12. Februar 2025 mit dem neuen Sechzehntelfinale begann.
Im Champions-League-Weg spielte jeder Teilnehmer zuhause gegen drei andere Teams und auswärts gegen drei weitere Mannschaften. Die besten 22 Klubs qualifizierten sich anschließend für das Sechzehntelfinale.
Der Meisterweg wurde in drei Runden im K.-o.-System ausgetragen, das heißt die Vereine traten in Hin- und Rückspiel zweimal gegeneinander an. Der Titelverteidiger Olympiakos Piräus sowie die Klubs der bestplatzierten Verbände traten in der zweiten Runde in den Wettbewerb ein. Am Ende der dritten Runde qualifizierten sich zehn Klubs für das Sechzehntelfinale.
Es folgte eine K.-o.-Phase, in der alle Duelle in nur einer Partie entschieden wurden. Vereine auf den Plätzen 1 bis 6 des Champions-League-Weg trafen auf die Vereine auf den Plätzen 17 bis 22. Die Vereine auf den Plätzen 7 bis 16 qualifizierten sich ebenfalls für das Sechzehntelfinale und traten gegen die zehn über den Meisterweg qualifizierten Vereine an. Danach kam es zu einer offenen Auslosung für das Achtelfinale und die anschließenden Runden.

## Terminplan
Die UEFA sah den folgenden Terminplan zum Ablauf des Wettbewerbs vor:
| Runde             | Auslosung         | Spiele                            |
| ----------------- | ----------------- | --------------------------------- |
| Ligaphase         | 29. August 2024   | 17. September – 11. Dezember 2024 |
| 1./2. Runde       | 3. September 2024 | 18. September – 11. Dezember 2024 |
| Sechzehntelfinale | 20. Dezember 2024 | 11./12. Februar 2025              |
| Achtelfinale      | 14. Februar 2025  | 4./5. März 2025                   |
| Viertelfinale     | 14. Februar 2025  | 1./2. April 2025                  |
| Halbfinale        | 14. Februar 2025  | 25. April 2025                    |
| Finale            | 14. Februar 2025  | 28. April 2025                    |

## Teilnehmer
Champions-League-Weg
| - Real Madrid - FC Barcelona - Atlético Madrid - FC Girona - FC Bayern München - Borussia Dortmund - RB Leipzig - Bayer 04 Leverkusen - VfB Stuttgart | - FC Arsenal - Manchester City - FC Liverpool - Aston Villa - FC Brügge - Schachtar Donezk - Inter Mailand - Juventus Turin - AC Mailand | - Atalanta Bergamo - FC Bologna - Feyenoord Rotterdam - PSV Eindhoven - FC Salzburg - SK Sturm Graz - Paris Saint-Germain - AS Monaco - Stade Brest | - OSC Lille - Sporting Lissabon - Benfica Lissabon - Celtic Glasgow - BSC Young Boys - Roter Stern Belgrad - Sparta Prag - Dinamo Zagreb - Slovan Bratislava |

Meisterschaftsweg
| - Manchester United - Betis Sevilla - TSG 1899 Hoffenheim - US Sassuolo Calcio - AJ Auxerre - AZ Alkmaar - Sporting Braga - KRC Genk - FC Aberdeen - SK Rapid Wien - IMT Belgrad - Trabzonspor - FC Basel | - Dynamo Kiew - FC Zbrojovka Brünn - Strømsgodset IF - FC Midtjylland - Lokomotiva Zagreb - Olympiakos Piräus - Maccabi Petach Tikwa - Paphos FC - IFK Göteborg - Legia Warschau - Puskás Akadémia FC - Farul Constanța - ZSKA Sofia | - FK AS Trenčín - Sabah FK - FK Qairat Almaty - NK Maribor - Academia Rebeja - KF 2 Korriku - BFC Daugavpils - UC Dublin AFC - FC Honka Espoo - FK Žalgiris Vilnius - FC Pjunik Jerewan - FK Dinamo Minsk - FK Sarajevo | - FC Progrès Niederkorn - HB Tórshavn - Cliftonville FC - FC Valletta - FC Dinamo Tiflis - JK Tallinna Kalev - UMF Stjarnan - KS Bylis Ballsh - The New Saints FC - Lincoln Red Imps FC - FK AP Brera Strumica - FC Santa Coloma - FK Budućnost Podgorica |

## Champions-League-Weg

### Tabelle
| Pl.             | Verein               | Sp. | S | U | N | Tore    | Diff. | Punkte |
| --------------- | -------------------- | --- | - | - | - | ------- | ----- | ------ |
| 1.              | Inter Mailand        | 6   | 6 | 0 | 0 | 019:700 | +12   | 18     |
| 2.              | Sporting Lissabon    | 6   | 5 | 1 | 0 | 013:300 | +10   | 16     |
| 3.              | FC Salzburg          | 6   | 5 | 1 | 0 | 017:900 | +8    | 16     |
| 4.              | FC Barcelona         | 6   | 5 | 0 | 1 | 017:100 | +7    | 15     |
| 5.              | VfB Stuttgart        | 6   | 4 | 1 | 1 | 013:600 | +7    | 13     |
| 6.              | Real Madrid          | 6   | 4 | 0 | 2 | 010:500 | +5    | 12     |
| 7.              | Atalanta Bergamo     | 6   | 4 | 0 | 2 | 014:120 | +2    | 12     |
| 8.              | Atlético Madrid      | 6   | 3 | 2 | 1 | 016:800 | +8    | 11     |
| 9.              | Benfica Lissabon     | 6   | 3 | 2 | 1 | 012:700 | +5    | 11     |
| 10.             | Juventus Turin       | 6   | 3 | 2 | 1 | 009:400 | +5    | 11     |
| 11.             | Manchester City      | 6   | 3 | 1 | 2 | 016:800 | +8    | 10     |
| 12.             | FC Girona            | 6   | 2 | 4 | 0 | 009:500 | +4    | 10     |
| 13.             | FC Bayern München    | 6   | 3 | 1 | 2 | 011:120 | −1    | 10     |
| 14.             | Schachtar Donezk     | 6   | 3 | 1 | 2 | 009:110 | −2    | 10     |
| 15.             | Aston Villa          | 6   | 3 | 0 | 3 | 014:110 | +3    | 09     |
| 16.             | SK Sturm Graz        | 6   | 2 | 3 | 1 | 010:800 | +2    | 09     |
| 17.             | Celtic Glasgow       | 6   | 3 | 0 | 3 | 010:100 | ±0    | 09     |
| 18.             | Borussia Dortmund    | 6   | 2 | 2 | 2 | 011:800 | +3    | 08     |
| 19.             | FC Liverpool         | 6   | 2 | 2 | 2 | 009:800 | +1    | 08     |
| 20.             | OSC Lille            | 6   | 1 | 4 | 1 | 008:700 | +1    | 07     |
| 21.             | Dinamo Zagreb        | 6   | 2 | 2 | 2 | 008:800 | ±0    | 08     |
| 22.             | AS Monaco            | 6   | 2 | 2 | 2 | 006:700 | −1    | 08     |
| 23.             | Paris Saint-Germain  | 6   | 2 | 1 | 3 | 014:130 | +1    | 07     |
| 24.             | Bayer 04 Leverkusen  | 6   | 2 | 1 | 3 | 007:900 | −2    | 07     |
| 25.             | PSV Eindhoven        | 6   | 1 | 3 | 2 | 008:900 | −1    | 06     |
| 26.             | FC Arsenal           | 6   | 2 | 0 | 4 | 005:120 | −7    | 06     |
| 27.             | AC Mailand           | 6   | 1 | 2 | 3 | 007:110 | −4    | 05     |
| 28.             | Roter Stern Belgrad  | 6   | 1 | 2 | 3 | 007:110 | −4    | 05     |
| 29.             | Feyenoord Rotterdam  | 6   | 1 | 1 | 4 | 007:140 | −7    | 04     |
| 30.             | BSC Young Boys       | 6   | 1 | 0 | 5 | 011:170 | −6    | 03     |
| 31.             | FC Brügge            | 6   | 0 | 3 | 3 | 005:110 | −6    | 03     |
| 32.             | RB Leipzig           | 6   | 1 | 0 | 5 | 010:180 | −8    | 03     |
| 33.             | FC Bologna           | 6   | 0 | 2 | 4 | 007:140 | −7    | 02     |
| 34.             | Stade Brest          | 6   | 0 | 2 | 4 | 005:160 | −11   | 02     |
| 35.             | ŠK Slovan Bratislava | 6   | 0 | 2 | 4 | 006:200 | −14   | 02     |
| 36.             | Sparta Prag          | 6   | 0 | 1 | 5 | 004:150 | −11   | 01     |
| Stand: Endstand |                      |     |   |   |   |         |       |        |

Platzierungskriterien: 1. Punkte – 2. Tordifferenz – 3. geschossene Tore – 4. Auswärtstore – 5. Siege – 6. Auswärtssiege – 7. Gesamte Punkte der Gegner – 8. Gesamttordifferenz der Gegner – 9. geschossene Tore der Gegner – 10. Strafpunkte durch Karten an Spieler und Mannschaftsoffizielle (Rot = 3 Pkt., Gelb = 1 Pkt,  Gelb-Rot = 3 Pkt.)

### Kreuztabelle
Die Kreuztabelle stellt die Ergebnisse aller Spiele dieser Saison dar. Die Heimmannschaft ist in der linken Spalte, die Gastmannschaft in der oberen Zeile aufgelistet.
| 2024/25             | Real Madrid | FC Barcelona | ATM | FC Girona | FC Bayern München | Borussia Dortmund | RB Leipzig | Bayer 04 Leverkusen | VfB Stuttgart | FC Arsenal | Manchester City | FC Liverpool | Aston Villa | FC Brügge | Schachtar Donezk | Inter Mailand | Juventus Turin | AC Mailand | Atalanta Bergamo | FC Bologna | Feyenoord Rotterdam | PSV Eindhoven | FCS | SK Sturm Graz | PSG | MON | Stade Brest | OSC | Sporting Lissabon | BEN | Celtic Glasgow | BSC Young Boys | BEL | Sparta Prag | Dinamo Zagreb | Slovan Bratislava |
| ------------------- | ----------- | ------------ | --- | --------- | ----------------- | ----------------- | ---------- | ------------------- | ------------- | ---------- | --------------- | ------------ | ----------- | --------- | ---------------- | ------------- | -------------- | ---------- | ---------------- | ---------- | ------------------- | ------------- | --- | ------------- | --- | --- | ----------- | --- | ----------------- | --- | -------------- | -------------- | --- | ----------- | ------------- | ----------------- |
| Real Madrid         |             | –            | –   | –         | –                 | 1:2               | –          | –                   | 1:0           | –          | –               | –            | –           | –         | –                | –             | –              | 2:1        | –                | –          | –                   | –             | –   | –             | –   | –   | –           | –   | –                 | –   | –              | –              | –   | –           | –             | –                 |
| FC Barcelona        | –           |              | –   | –         | 3:1               | –                 | –          | –                   | –             | –          | –               | –            | –           | –         | –                | –             | –              | –          | –                | –          | –                   | –             | –   | –             | –   | –   | –           | –   | –                 | –   | –              | 4:2            | –   | –           | –             | –                 |
| Atlético Madrid     | –           | –            |     | –         | –                 | –                 | 4:0        | –                   | –             | –          | –               | –            | –           | –         | –                | –             | –              | –          | –                | –          | –                   | –             | –   | –             | –   | –   | –           | –   | 1:1               | –   | –              | –              | –   | –           | –             | 5:0               |
| FC Girona           | –           | –            | –   |           | –                 | –                 | –          | –                   | –             | –          | –               | 2:2          | –           | –         | –                | –             | –              | –          | –                | –          | 2:0                 | –             | –   | –             | –   | –   | –           | –   | –                 | –   | –              | –              | –   | –           | –             | 2:2               |
| FC Bayern München   | –           | –            | –   | –         |                   | –                 | –          | –                   | –             | –          | –               | –            | –           | –         | –                | –             | –              | –          | –                | –          | –                   | –             | –   | –             | 2:5 | –   | –           | –   | –                 | 3:3 | –              | –              | –   | –           | 2:1           | –                 |
| Borussia Dortmund   | –           | 2:3          | –   | –         | –                 |                   | –          | –                   | –             | –          | –               | –            | –           | –         | –                | –             | –              | –          | –                | –          | –                   | –             | –   | 2:3           | –   | –   | –           | –   | –                 | –   | 4:0            | –              | –   | –           | –             | –                 |
| RB Leipzig          | –           | –            | –   | –         | –                 | –                 |            | –                   | –             | –          | –               | 3:1          | 3:4         | –         | –                | –             | 0:3            | –          | –                | –          | –                   | –             | –   | –             | –   | –   | –           | –   | –                 | –   | –              | –              | –   | –           | –             | –                 |
| Bayer 04 Leverkusen | –           | –            | –   | –         | –                 | –                 | –          |                     | –             | –          | –               | –            | –           | –         | –                | 0:1           | –              | 3:1        | –                | –          | –                   | –             | 0:1 | –             | –   | –   | –           | –   | –                 | –   | –              | –              | –   | –           | –             | –                 |
| VfB Stuttgart       | –           | –            | –   | –         | –                 | –                 | –          | –                   |               | –          | –               | –            | –           | –         | –                | –             | –              | –          | 4:1              | –          | –                   | –             | –   | –             | –   | –   | –           | –   | –                 | –   | –              | 2:1            | –   | 3:0         | –             | –                 |
| FC Arsenal          | –           | –            | –   | –         | –                 | –                 | –          | –                   | –             |            | –               | –            | –           | –         | 0:1              | –             | –              | –          | –                | –          | –                   | –             | –   | –             | 1:0 | 2:0 | –           | –   | –                 | –   | –              | –              | –   | –           | –             | –                 |
| Manchester City     | –           | –            | –   | –         | –                 | –                 | –          | –                   | –             | –          |                 | –            | –           | –         | –                | 2:4           | –              | –          | –                | –          | 6:1                 | –             | –   | –             | –   | –   | –           | –   | –                 | –   | –              | –              | –   | 3:0         | –             | –                 |
| FC Liverpool        | 0:1         | –            | –   | –         | –                 | –                 | –          | 4:1                 | –             | –          | –               |              | –           | –         | –                | –             | –              | –          | –                | 2:1        | –                   | –             | –   | –             | –   | –   | –           | –   | –                 | –   | –              | –              | –   | –           | –             | –                 |
| Aston Villa         | –           | –            | –   | –         | 0:1               | –                 | –          | –                   | –             | –          | –               | –            |             | –         | –                | –             | 0:2            | –          | –                | 3:1        | –                   | –             | –   | –             | –   | –   | –           | –   | –                 | –   | –              | –              | –   | –           | –             | –                 |
| FC Brügge           | –           | –            | –   | –         | –                 | 1:1               | –          | –                   | –             | –          | –               | –            | 2:6         |           | –                | –             | –              | –          | –                | –          | –                   | –             | –   | –             | –   | –   | –           | –   | 0:1               | –   | –              | –              | –   | –           | –             | –                 |
| Schachtar Donezk    | –           | –            | –   | –         | 0:2               | –                 | –          | –                   | –             | –          | –               | –            | –           | –         |                  | –             | –              | –          | 0:3              | –          | –                   | –             | –   | –             | –   | –   | –           | –   | –                 | –   | –              | 3:2            | –   | –           | –             | –                 |
| Inter Mailand       | –           | –            | –   | –         | –                 | –                 | 3:2        | –                   | –             | 4:1        | –               | –            | –           | –         | –                |               | –              | –          | –                | –          | –                   | –             | –   | –             | –   | –   | –           | –   | –                 | –   | –              | –              | 4:0 | –           | –             | –                 |
| Juventus Turin      | –           | –            | –   | –         | –                 | –                 | –          | –                   | 2:3           | –          | 1:1             | –            | –           | –         | –                | –             |                | –          | –                | –          | –                   | 1:0           | –   | –             | –   | –   | –           | –   | –                 | –   | –              | –              | –   | –           | –             | –                 |
| AC Mailand          | –           | –            | –   | –         | –                 | –                 | –          | –                   | –             | –          | –               | 0:0          | –           | 1:1       | –                | –             | –              |            | –                | –          | –                   | –             | –   | –             | –   | –   | –           | –   | –                 | –   | –              | –              | 1:3 | –           | –             | –                 |
| Atalanta Bergamo    | 0:4         | –            | –   | –         | –                 | –                 | –          | –                   | –             | 4:1        | –               | –            | –           | –         | –                | –             | –              | –          |                  | –          | –                   | –             | –   | –             | –   | –   | –           | –   | –                 | –   | 2:1            | –              | –   | –           | –             | –                 |
| FC Bologna          | –           | –            | –   | –         | –                 | –                 | –          | –                   | –             | –          | –               | –            | –           | –         | 3:4              | –             | –              | –          | –                |            | –                   | –             | –   | –             | –   | 0:0 | :           | 2:2 | –                 | –   | –              | –              | –   | –           | –             | –                 |
| Feyenoord Rotterdam | –           | –            | –   | –         | –                 | –                 | –          | 1:2                 | –             | –          | –               | –            | –           | –         | –                | –             | –              | –          | –                | –          |                     | –             | 2:2 | –             | –   | –   | –           | –   | –                 | –   | –              | –              | –   | 3:0         | –             | –                 |
| PSV Eindhoven       | –           | –            | –   | 1:1       | –                 | –                 | –          | –                   | –             | –          | –               | –            | –           | –         | 1:1              | –             | –              | –          | –                | –          | –                   |               | –   | –             | –   | –   | –           | –   | 0:2               | –   | –              | –              | –   | –           | –             | –                 |
| FC Salzburg         | –           | –            | –   | –         | –                 | –                 | –          | –                   | –             | –          | –               | –            | –           | –         | –                | –             | –              | –          | –                | –          | –                   | –             |     | –             | 3:2 | –   | 5:1         | –   | –                 | –   | –              | –              | –   | –           | 3:2           | –                 |
| SK Sturm Graz       | –           | –            | –   | 0:0       | –                 | –                 | –          | –                   | –             | –          | –               | –            | –           | 1:1       | –                | –             | –              | –          | –                | –          | –                   | –             | –   |               | –   | –   | –           | –   | 1:3               | –   | –              | –              | –   | –           | –             | –                 |
| Paris Saint-Germain | –           | –            | 4:2 | 0:2       | –                 | –                 | –          | –                   | –             | –          | –               | –            | –           | –         | –                | –             | –              | –          | –                | –          | –                   | 3:3           | –   | –             |     | –   | –           | –   | –                 | –   | –              | –              | –   | –           | –             | –                 |
| AS Monaco           | –           | 4:3          | –   | –         | –                 | –                 | –          | –                   | –             | –          | –               | –            | –           | –         | –                | –             | –              | –          | –                | –          | –                   | –             | –   | –             | –   |     | –           | –   | –                 | 1:0 | –              | –              | 1:1 | –           | –             | –                 |
| Stade Brest         | –           | –            | –   | –         | –                 | –                 | –          | 1:1                 | –             | –          | –               | –            | –           | –         | –                | –             | –              | –          | –                | –          | –                   | 1:3           | –   | 1:4           | –   | –   |             | –   | –                 | –   | –              | –              | –   | –           | –             | –                 |
| OSC Lille           | 2:1         | –            | –   | –         | –                 | –                 | –          | –                   | –             | –          | –               | –            | –           | –         | –                | –             | 0:0            | –          | –                | –          | –                   | –             | –   | 1:1           | –   | –   | –           |     | –                 | –   | –              | –              | –   | –           | –             | –                 |
| Sporting Lissabon   | –           | –            | –   | –         | –                 | –                 | –          | –                   | –             | 3:2        | 2:0             | –            | –           | –         | –                | –             | –              | –          | –                | –          | –                   | –             | –   | –             | –   | –   | –           | 2:2 |                   | –   | –              | –              | –   | –           | –             | –                 |
| Benfica Lissabon    | –           | –            | 2:2 | –         | –                 | –                 | –          | –                   | –             | –          | –               | –            | –           | –         | –                | –             | –              | –          | –                | 3:0        | 2:0                 | –             | –   | –             | –   | –   | –           | –   | –                 |     | –              | –              | –   | –           | –             | –                 |
| Celtic Glasgow      | –           | –            | –   | –         | –                 | –                 | 3:2        | –                   | –             | –          | –               | –            | –           | 1:0       | –                | –             | –              | –          | –                | –          | –                   | –             | –   | –             | –   | –   | –           | –   | –                 | –   |                | –              | –   | –           | –             | 4:0               |
| BSC Young Boys      | –           | –            | –   | –         | –                 | –                 | –          | –                   | –             | –          | –               | –            | 2:1         | –         | –                | 2:3           | –              | –          | 2:4              | –          | –                   | –             | –   | –             | –   | –   | –           | –   | –                 | –   | –              |                | –   | –           | –             | –                 |
| Roter Stern Belgrad | –           | 1:2          | –   | –         | –                 | –                 | –          | –                   | 1:1           | –          | –               | –            | –           | –         | –                | –             | –              | –          | –                | –          | –                   | –             | –   | –             | –   | –   | –           | –   | –                 | 1:2 | –              | –              |     | –           | –             | –                 |
| Sparta Prag         | –           | –            | 1:2 | –         | –                 | –                 | –          | –                   | –             | –          | –               | –            | –           | –         | –                | –             | –              | –          | –                | –          | –                   | –             | 2:3 | –             | –   | –   | 1:1         | –   | –                 | –   | –              | –              | –   |             | –             | –                 |
| Dinamo Zagreb       | –           | –            | –   | –         | –                 | 0:0               | –          | –                   | –             | –          | –               | –            | –           | –         | –                | –             | –              | –          | –                | –          | –                   | –             | –   | –             | –   | 1:0 | –           | –   | –                 | –   | 2:1            | –              | –   | –           |               | –                 |
| Slovan Bratislava   | –           | –            | –   | –         | –                 | –                 | –          | –                   | –             | –          | 0:4             | –            | –           | –         | –                | –             | –              | 2:3        | –                | –          | –                   | –             | –   | –             | –   | –   | –           | –   | –                 | –   | –              | –              | –   | –           | 2:2           |                   |
| Stand: Endstand     |             |              |     |           |                   |                   |            |                     |               |            |                 |              |             |           |                  |               |                |            |                  |            |                     |               |     |               |     |     |             |     |                   |     |                |                |     |             |               |                   |

## Meisterschaftsweg

### 1. Runde
|                      | Gesamt |                        | Hinspiel | Rückspiel       |
| -------------------- | ------ | ---------------------- | -------- | --------------- |
| FK Dinamo Minsk      | 6:3    | FC Pjunik Jerewan      | 4:2      | 2:1             |
| FK AP Brera Strumica | 2:4    | FK Sarajevo            | 2:2      | 0:2             |
| FK Qairat Almaty     | 6:2    | Academia Rebeja        | 2:1      | 4:1             |
| KS Bylis Ballsh      | 2:4    | KF 2 Korriku           | 1:2      | 1:2             |
| BFC Daugavpils       | 2:2    | Cliftonville FC        | 1:0      | 1:2 (4:2 i. E.) |
| FC Dinamo Tiflis     | 4:6    | FK Budućnost Podgorica | 3:2      | 1:4             |
| FC Honka Espoo       | 3:3    | FC Valletta            | 1:0      | 2:3 (0:3 i. E.) |
| FK Žalgiris Vilnius  | 7:2    | The New Saints FC      | 3:2      | 4:0             |
| Lincoln Red Imps FC  | 0:6    | NK Maribor             | 0:6      | 0:2             |
| JK Tallinna Kalev    | 11:0   | FC Santa Coloma        | 7:0      | 4:0             |
| HB Tórshavn          | 1:5    | FC Progrès Niederkorn  | 1:2      | 0:3             |
| UC Dublin AFC        | 5:3    | UMF Stjarnan           | 3:0      | 2:3             |

### 2. Runde
|                      | Gesamt |                        | Hinspiel          | Rückspiel         |
| -------------------- | ------ | ---------------------- | ----------------- | ----------------- |
| IFK Göteborg         | 1:7    | TSG 1899 Hoffenheim    | 0:3               | 1:4               |
| FC Aberdeen          | 1:8    | Puskás Akadémia FC     | 1:5               | 0:3               |
| Strømsgodset IF      | 2:8    | AZ Alkmaar             | 1:4               | 1:4               |
| KF 2 Korriku         | 5:2    | UC Dublin AFC          | 2:1               | 3:1               |
| Progrès Niederkorn   | 0:9    | FC Midtjylland         | 0:4               | 0:5               |
| FK Žalgiris Vilnius  | 2:11   | Manchester United      | 2:5               | 0:6               |
| Dynamo Kiew          | 4:2    | NK Maribor             | 1:1               | 3:1               |
| KRC Genk             | 6:2    | ZSKA Sofia             | 3:1               | 3:1               |
| Legia Warschau       | 6:0    | Paphos FC              | 3:0               | 3:0               |
| AJ Auxerre           | 7:0    | FC Valletta            | 5:0               | 2:0               |
| BFC Daugavpils       | 0:9    | US Sassuolo Calcio     | 0:5               | 0:4               |
| Farul Constanța      | 2:1    | IMT Belgrad            | 2:0               | 0:1               |
| Olympiakos Piräus    | 7:1    | JK Tallinna Kalev      | 5:0               | 2:1               |
| FC Basel             | 8:1    | Sabah FK               | 6:0               | 2:1               |
| Maccabi Petach Tikwa | 0:6 1  | FK Sarajevo            | nicht ausgetragen | nicht ausgetragen |
| Trabzonspor          | 8:3    | FK Budućnost Podgorica | 3:1               | 5:2               |
| Sporting Braga       | 2:3    | SK Rapid Wien          | 0:0               | 2:3               |
| Betis Sevilla        | 11:1   | FK Qairat Almaty       | 6:1               | 5:0               |
| FK AS Trenčín        | 6:3    | FC Zbrojovka Brünn     | 3:2               | 3:1               |
| Lokomotiva Zagreb    | 2:1    | FK Dinamo Minsk        | 2:1               | 0:0               |

### 3. Runde
|                    | Gesamt |                     | Hinspiel | Rückspiel     |
| ------------------ | ------ | ------------------- | -------- | ------------- |
| Dynamo Kiew        | 9:1    | KF 2 Korriku        | 5:0      | 4:1           |
| AZ Alkmaar         | 2:1    | Manchester United   | 2:1      | 0:0           |
| Puskás Akadémia FC | 2:2    | KRC Genk            | 1:0      | 1:2 6:5 i. E. |
| AJ Auxerre         | 1:3    | TSG 1899 Hoffenheim | 1:2      | 0:1           |
| Legia Warschau     | 0:9    | FC Midtjylland      | 0:2      | 0:7           |
| Betis Sevilla      | 4:2    | US Sassuolo Calcio  | 3:1      | 1:1           |
| Farul Constanța    | 1:6    | Lokomotiva Zagreb   | 0:2      | 1:4           |
| FK AS Trenčín      | 2:5    | Olympiakos Piräus   | 1:1      | 1:4           |
| FC Basel           | 1:5    | SK Rapid Wien       | 1:2      | 0:3           |
| FK Sarajevo        | 3:8    | Trabzonspor         | 2:2      | 1:6           |

## K.-o.-Phase

### Sechzehntelfinale
Für das Sechzehntelfinale qualifizierten sich die 22 besten Mannschaften aus dem Champions-League-Weg sowie die zehn Sieger der 3. Runde des Meisterschaftswegs. Die Auslosung der Spielpaarungen fand am 20. Dezember 2024 statt.
Die Spiele wurden am 11. und 12. Februar 2025 ausgetragen.
|                     | Ergebnis        |                   |
| ------------------- | --------------- | ----------------- |
| Inter Mailand       | 3:1             | OSC Lille         |
| Sporting Lissabon   | 4:0             | AS Monaco         |
| FC Salzburg         | 1:1 (4:2 i. E.) | Celtic Glasgow    |
| FC Barcelona        | 2:2 (5:3 i. E.) | Dinamo Zagreb     |
| VfB Stuttgart       | 2:2 (5:3 i. E.) | FC Liverpool      |
| Real Madrid         | 2:0             | Borussia Dortmund |
| Dynamo Kiew         | 3:3 (6:7 i. E.) | Atalanta Bergamo  |
| SK Rapid Wien       | 1:2             | Atlético Madrid   |
| AZ Alkmaar          | 2:2 (4:3 i. E.) | Benfica Lissabon  |
| Trabzonspor         | 1:0             | Juventus Turin    |
| FC Midtjylland      | 2:2 (4:5 i. E.) | Manchester City   |
| Olympiakos Piräus   | 1:0             | FC Girona         |
| Betis Sevilla       | 0:1             | FC Bayern München |
| TSG 1899 Hoffenheim | 5:1             | Schachtar Donezk  |
| Puskás Akadémia FC  | 1:2             | Aston Villa       |
| Lokomotiva Zagreb   | 1:1 (3:5 i. E.) | SK Sturm Graz     |

### Achtelfinale
Die Auslosung der Spielpaarungen fand am 14. Februar 2025 statt.
Die Spiele wurden am 4. und 5. März 2025 ausgetragen.
|                     | Ergebnis        |                   |
| ------------------- | --------------- | ----------------- |
| Trabzonspor         | 0:0 (5:3 i. E.) | Atalanta Bergamo  |
| SK Sturm Graz       | 1:1 (4:5 i. E.) | Olympiakos Piräus |
| FC Bayern München   | 1:1 (4:5 i. E.) | Inter Mailand     |
| FC Salzburg         | 2:1             | Atlético Madrid   |
| Real Madrid         | 0:2             | AZ Alkmaar        |
| Sporting Lissabon   | 2:3             | VfB Stuttgart     |
| TSG 1899 Hoffenheim | 1:2             | Manchester City   |
| Aston Villa         | 1:3             | FC Barcelona      |

### Viertelfinale
Die Auslosung der Spielpaarungen fand am 14. Februar 2025 statt.
Die Spiele wurden am 1. und 2. April 2025 ausgetragen.
|               | Ergebnis |                   |
| ------------- | -------- | ----------------- |
| AZ Alkmaar    | 1:0      | Manchester City   |
| VfB Stuttgart | 1:2      | FC Barcelona      |
| FC Salzburg   | 1:0      | Olympiakos Piräus |
| Trabzonspor   | 1:0      | Inter Mailand     |

### Halbfinale
Die Auslosung der Spielpaarungen fand am 14. Februar 2025 statt.
Die Spiele wurden am 25. April 2024 im Centre sportif de Colovray in Nyon ausgetragen.
|             | Ergebnis |              |
| ----------- | -------- | ------------ |
| FC Salzburg | 1:2      | Trabzonspor  |
| AZ Alkmaar  | 0:1      | FC Barcelona |

### Finale
| Trabzonspor                                                      | Trabzonspor | FC Barcelona | FC Barcelona |
| ---------------------------------------------------------------- | --- | --- | ------------ |
| Trabzonspor                                                      | \| 28. April 2025 um 18:00 Uhr in Nyon (Centre sportif de Colovray) \| \| Ergebnis: 1:4 (0:2) \| \| Zuschauer: 3.081 \| \| Schiedsrichter: Andrea Colombo ( Italien) \| \| Spielbericht \| | \| 28. April 2025 um 18:00 Uhr in Nyon (Centre sportif de Colovray) \| \| Ergebnis: 1:4 (0:2) \| \| Zuschauer: 3.081 \| \| Schiedsrichter: Andrea Colombo ( Italien) \| \| Spielbericht \| | FC Barcelona |
| Trabzonspor                                                      | Erol Can Çolak – Oğuzhan Yılmaz, Taha Emre İnce, Arda Öztürk, Bican Tibukoğlu – Boran Başkan, Salih Malkoçoğlu ( 78. Furkan Özcan), Alihan Erdoğan ( 46. Ekrem Terzi) – Yiğit Kemal Turan ( 46. Ömer Duymaz), Onuralp Çakıroğlu ( 73. Esat Yiğit Alkurt), Abdurrahman Bayram ( 89. Turan Deniz Tuncer) Cheftrainer: Eyüp Saka | Áron Jaakobischwili – Landry Farré, Andrés Cuenca, Eman Košpo, Xavi Espart ( 79. Alexander Walton) – Ibrahim Diarra ( 59. Pedro Rodríguez), Brian Fariñas, Quim Junyent ( 59. Jan Virgili) – Juan Hernández ( 71. Tomás Marqués), Hugo Alba , Arnau Pradas ( 79. Pedro Fernández) Cheftrainer: Juliano Belletti ( Brasilien) | FC Barcelona |
| Trabzonspor                                                      | 1:4 Tibukoğlu (88.) | 0:1 Diarra (11.) 0:2 Cuenca (18.) 0:3 Alba (57.) 0:4 Diarra (68.) | FC Barcelona |
| Trabzonspor                                                      | Yılmaz (50.), Başkan (51.) | Walton (84.) | FC Barcelona |
| 28. April 2025 um 18:00 Uhr in Nyon (Centre sportif de Colovray) | | |              |
| Ergebnis: 1:4 (0:2)                                              | | |              |
| Zuschauer: 3.081                                                 | | |              |
| Schiedsrichter: Andrea Colombo ( Italien)                        | | |              |
| Spielbericht                                                     | | |              |